# Comuna Zapadînți, Krasîliv
Zapadînți (în ucraineană Западинці) este o comună în raionul Krasîliv, regiunea Hmelnîțkîi, Ucraina, formată din satele Bahlaikî și Zapadînți (reședința).

## Demografie
Componența lingvistică a comunei Zapadînți
     Ucraineană (98,45%)
     Alte limbi (1,55%)
Conform recensământului din 2001, majoritatea populației comunei Zapadînți era vorbitoare de ucraineană (98,45%), existând în minoritate și vorbitori de alte limbi.